# Goyazes Festival
O Goyazes Festival é um festival de música do rock alternativo independente que ocorre anualmente, desde 2009, em Porangatu. Teve sua primeira edição em julho de 2009, na Praça Ângelo Rosa que apresentou três atrações: Has Band (Porangatu), Cherry Devil e Cambriana (Goiânia).

## Histórico de Edições

### 1ª Edição
- 2009 - 4 e 5 de maio, na Praça Ângelo Rosa.
- Atrações: Has Band - Heráclito Sampaio (Porangatu), Cherry Devil (Goiânia) e Cambriana (Goiânia).

### 2ª Edição
- 2010 - 25 e 26 de outubro, na Praça Ângelo Rosa.
- Atrações: Servos 3SD (GO), Carlos Oto (Porangatu), HAS Band - Heráclito Alencar Sampaio (Porangatu).

### 3ª Edição
- 2011 - 29 a 31 de agosto, na Praça Ângelo Rosa.
- Atrações: Krápulas (PR), Dance of Days (SP), Paura (SP) e Anesthesia Brain.

### 4ª Edição
- 2012 - 20 a 22 de novembro, no Centro Cultural de Porangatu.[2]
- Atrações: Heráclito Sampaio e Banda (Porangatu), Cherry Devil (Goiânia), Cabriana (Goiânia) e Fucking Teddy Bear (Porangatu).

### 5ª Edição
- 2013 - 14 de junho, na Praça Ângelo Rosa.[3]
- Atrações: Voulgue Rock (Porangatu), Rotta SMA (na época, Rotta 66) (São Miguel do Araguaia), Overfuzz (Goiânia), Expressão Urbana (Porangatu), Vero HC (Goiânia) e Roll'in Chamas (Goiânia).

### 6ª Edição

#### 1ª etapa
- 2015 - 4 de abril, na Centro Cultural de Porangatu.[4]
- Atrações: Pedrada (Goiânia), Sheena Ye (Goiânia), Overfuzz (Goiânia) e The Galo Power (Goiânia).

#### 2ª etapa
- 2015 - 20 de junho, na Praça Ângelo Rosa.[4]
- Atrações: The Edge of Your Mind (Anápolis), Casulo Fantasma (Uruaçu), La Morsa (Anápolis) e Corazones Muertos (São Paulo).

### 7ª Edição
- 2016 - 05 de novembro, na Praça Ângelo Rosa.[3][5]
- Atrações: Señores (Goiânia), DDO (Goiânia), Sheena Ye (Goiânia), La Morsa (Anápolis), Last Chance(Mineiros), Ok Johnny (Goiânia), Motim Boêmio (Brasília) e Dona Cislene (Brasília).

### Edição Especial 10 Anos
- 2019 - 23 de novembro, no Centro Cultural.[3][6]
- Atrações: Overfuzz (Goiânia), Sheena Ye (Goiânia), Burning Rage (Goiânia), Rural Killers (Goiânia), Black Lines (Goiânia), Alien Damaged (Goianésia) e W.C. (Uruaçu).

### 9ª edição
- 2022 - 3 de dezembro, no Centro Cultural.[7]
- Palestras: 28/11 live com Leo Bigode (Monstro Discos e Goiânia Noise), 29/11 live com Clemente Nascimento (Plebe Rude, Inocentes e Showlivre), 30/11 live com Dennis Dec (Black Drawing Clalks)
- Atrações: União Clandestina (Goiânia), Isanidade (Goiânia), Hellbenders (Goiânia), Lobinho e os 3 porcão (Goiânia), Bizarrones (Goiânia), Alien Damaged (Goianésia), Kanichi (Palmas-TO), Casulo Fantasma (Uruaçu), Alien Damaged (Goianésia), Norte 62 (São Miguel do Araguaia), e Heráclito Sampaio (Porangatu).

### 10ª edição (Edição Especial 15 anos)
- 2024 - 6 de julho, no Centro Cultural.[8]
- Atrações:Clemente Nascimento (São Paulo-SP) & Bizarrones (Goiânia) + Heráclito Sampaio (Porangatu-GO), Mechanics (Goiânia),União Clandestina (Goiânia), Mechanics (Goiânia), BulletProof (Palmas-TO), Norte 62 (São Miguel do Araguaia), Dipteryx Alata (Goianésia), Casulo Fantasma (Uruaçu).